# Seidenhof (Kulmbach)
Seidenhof (oberfränkisch: Saidnhuf) ist ein Gemeindeteil der Großen Kreisstadt Kulmbach im  Landkreis Kulmbach (Oberfranken, Bayern). Seidenhof liegt in der Gemarkung Burghaig.

## Geografie
Das Dorf bildet mit Burghaig im Nordosten eine geschlossene Siedlung. Diese liegt am rechten Ufer des Weißen Mains. Die Bundesstraße 289 führt nach Hornschuchshausen (1,2 km westlich) bzw. nach Kulmbach (2,2 km östlich). Ein Wirtschaftsweg führt nach Schwarzholz (0,5 km nördlich).

## Geschichte
Seitenhof ist eine Ausbausiedlung von Melkendorf. 1372 wurde diese als „Seytendorf“ erstmals urkundlich erwähnt. Seit 1429 wurde der Ort präzisiert „Seitenhof“ genannt, weil er zu dieser Zeit nur aus einem Hof bestand. Der Ortsname ist eine Lagebeschreibung: Seitenhof liegt im Bezug zum Mutterort auf der anderen Seite des Weißen Mains.
Gegen Ende des 18. Jahrhunderts bestand Seidenhof aus 13 Anwesen (1 Wirtshaus, 6 Güter, 4 Tropfgütlein, 1 Wohnhaus, 1 Tropfhaus). Das Hochgericht übte das bayreuthische Stadtvogteiamt Kulmbach aus. Die Dorf- und Gemeindeherrschaft sowie die Grundherrschaft über sämtliche Anwesen hatte das Rittergut Seidenhof.
Von 1797 bis 1810 unterstand der Ort dem Justiz- und Kammeramt Kulmbach. Mit dem Gemeindeedikt wurde Seidenhof dem 1811 gebildeten Steuerdistrikt Burghaig und der 1812 gebildeten gleichnamigen Ruralgemeinde zugewiesen. Am 1. Juli 1972 wurde Seidenhof nach Kulmbach eingegliedert.

### Einwohnerentwicklung
| Jahr      | 001809 | 001818 | 001861 | 001871 | 001885 | 001900 | 001925 | 001950 | 001961 | 001970 | 001987 |
| Einwohner | 68     | 74     | 95     | 96     | 84     | 118    | 158    | 223    | 587    | 704    | *      |
| Häuser    |        | 13     |        |        | 16     | 20     | 22     | 23     | 41     |        | *      |
| Quelle    | [ 10 ] | [ 7 ]  | [ 11 ] | [ 12 ] | [ 13 ] | [ 14 ] | [ 15 ] | [ 16 ] | [ 17 ] | [ 18 ] | [ 19 ] |

## Religion
Seidenhof ist evangelisch-lutherisch geprägt und war ursprünglich nach St. Aegidius (Melkendorf) gepfarrt, seit der zweiten Hälfte des 20. Jahrhunderts ist die Pfarrei St. Johannes (Burghaig) zuständig.